# Francesco Roncalli
Francesco Roncalli (Ponte San Pietro, 14 luglio 1980) è un ex mezzofondista italiano.

## Biografia
È stato campione italiano assoluto 800 (2002 e 2004), campione italiano juniores sugli 800 (1997).
Nel 1998 ha partecipato ai Mondiali juniores, negli 800 m; nel 1999 ha invece partecipato agli Europei juniores, venendo eliminato ancora una volta in batteria, sempre negli 800 m. Nel 2003 ha ricevuto la sua prima convocazione con la nazionale assoluta, arrivando quarto negli 800 m in un incontro internazionale tra Italia e Francia.

## Palmarès
| Anno | Manifestazione    | Sede   | Evento      | Risultato | Prestazione | Note |
| ---- | ----------------- | ------ | ----------- | --------- | ----------- | ---- |
| 1998 | Mondiali juniores | Annecy | 800 m piani | Batteria  | 1'55"89     |      |
| 1999 | Europei juniores  | Riga   | 800 m piani | Batteria  | 1'50"88     |      |

## Campionati nazionali
1997
- Oro ai campionati italiani allievi, 800 m - 1'53"75
- Bronzo ai campionati italiani allievi, staffetta 4x400 m - 3'26"6 (in squadra con Giovanni Ceresoli, Matteo Frigeni, Luca Natali)

1998
- Eliminato in batteria ai campionati italiani assoluti, 800 m piani - 1'52"19
- 5º ai campionati italiani juniores, 800 m - 1'51"74
- Oro ai campionati italiani juniores indoor, 800 m - 1'53"26

1999
- 7º ai campionati italiani assoluti, 800 m - 1'51"54
- Bronzo ai campionati italiani juniores, 800 m - 1'51"55

2000
- 4º ai campionati italiani assoluti, 800 m - 1'49"68
- Bronzo ai campionati italiani promesse, 800 m - 1'51"75
- Argento ai campionati italiani promesse indoor, 1000 m - 2'23"27

2002
- Oro ai campionati italiani assoluti, 800 m - 1'48"37
- Argento ai campionati italiani promesse, 800 m - 1'47"76

2003
- Argento ai campionati italiani assoluti, 800 m - 1'48"76

2004
- Oro ai campionati italiani assoluti, 800 m - 1'48"26
- Argento ai campionati italiani assoluti indoor, 800 m - 1'52"82

2007
- 7º ai campionati italiani assoluti indoor, 800 m - 1'55"75

2008
- 5º ai campionati italiani assoluti indoor, 800 m - 1'52"06

## Altre competizioni internazionali
1999
- 9º al Palio Città della Quercia ( Rovereto), 800 m piani - 1'49"93

2007
- 10º al Palio Città della Quercia ( Rovereto), 1500 m piani - 3'52"08